# العاقول
العاقول منطقة قرب المدينة المنورة. سميت العاقول بذلك بسبب كثرة نبات العاقول فيها وبها سد العاقول الذي يعد أكبر سد بالمدينة المنورة، ويوجد بها العديد من المصانع مثل مصنع الميمني للطوب الأحمر أكبر مصنع طوب في الشرق الأوسط، ومصنع الدورق للمياه ومصنع بن لادن وعدد من المصانع الصغرى. يتشكل وادي قناة من اجتماع عدد من الروافد والشعاب أولها وأقربها للجنوب هو مفيض قاع العاقول الواقع شرق المدينة المنورة والذي يبدأ بوادي عواء في الطرف الشمالي الشرقي لحرة رهط، ويتجه نحو الشمال الغربي في الغرب حتى يفيض في قاع العاقول، وتفيض مياه قاع العاقول في وادي قناة بوادي العقيق ويكون مجرى واحدا ويعرف بوادي الحمض. والعاقول حي سكني يبلغ عدد سكانه 35 ألف نسمة، وهو متنزه إذا سال وادي العاقول لأهل المدينة، ويمتاز بجوه الجميل الهادئ ليلا، ومن أشهر الأماكن فيه طلعة الإنقاذ وجرف الذيب وغدير الصبية وجبل تيم والسنفاء وبئر الحازمية التي كانت تسقي أهالي المدينة المنورة.